# Svir
Svir (rus.: Свирь, fin.: Syväri, est.: Sviri) je rijeka u Rusiji, koja ističe iz Onješkog jezera, ulijeva se u jezero Ladogu, te tako povezuje dva površinom najveća jezera u Europi.
Neke od pritoka rijeke Svir su: 
- Važinka (rus. Важинка) - desna,
- Ivenka (rus. Ивенка) -desna,
- Janega (rus. Янега) - lijeva, ulijeva se na 72. km
- Jandeba (rus. Яндеба) - lijeva, ulijeva se na 87. km
- Mromlja (rus. Муромля) - desna
- Svjatuha (rus. Святуха) - lijeva
- Ojat (rus. Оять) - lijeva, ulijeva se na 15. km
- Paša (rus. Паша) - lijeva, ulijeva se na 8. km
- Uslanka (rus. Усланка) - desna, ulijeva se na 104. km
- Šamokša (rus. Шамокша) - ulijeva se 42. km
- Šotkusa (rus. Шоткуса) - lijeva, ulijeva se na 23. km

Rijeka Svir dio je vodenog kanalog sustava koji povezuje Baltičko more s Bijelim morem (Bjelomorsko-baltički kanal), i povezuje ta dva mora s rijekom Volgom. 